# Distretto di Chilca (Lima)
Il distretto di Chilca è uno dei sedici distretti della provincia di Cañete, in Perù. Si trova nella regione di Lima e si estende su una superficie di 475,47 chilometri quadrati.
Ha per capoluogo la città di Chilca.